# Нове Байбатирево
Нове Байбати́рево (рос. Новое Байбатырево, чув. Çĕнĕ Пăва) — село у складі Яльчицького району Чувашії, Росія. Входить до складу Новошимкуського сільського поселення.
Населення — 475 осіб (2010; 570 у 2002).
Національний склад:
- чуваші — 99 %